# Optimizare pentru motoare de căutare
Optimizare pentru motoare de căutare sau Search Engine Optimization (SEO), este un proces de perfecționare (favorizare) a vizibilității site-urilor web sau paginilor web în cadrul ordonării rezultatelor căutării în lista făcută de motorul de căutare. SEO este o subcategorie a marketing-ului online SEM, practică apărută în anul 1990, odată cu apariția primelor site-uri pe Internet, și care reprezintă totalitatea tehnicilor prin care un site web este adus la o formă în care este propulsat mai sus în lista de rezultate date de un motor de căutare pentru diverse cuvinte-cheie, astfel mărindu-se traficul calitativ al site-ului și experiența oferită utilizatorilor. Această „industrie” relativ nouă implică un set de operații efectuate de echipa de promovare în sensul creșterii pozițiilor unui site web în lista de rezultate ale căutărilor, pentru anumite cuvinte sau expresii cheie, interesante și relevante din punctul de vedere al afacerii respective.

### Istoric

#### Începuturi (1990-2000)
În anii 1990, primele motoare de căutare, precum "Archie" și "Altavista", au apărut pe internet. SEO, ca disciplină, a început să capete formă pe măsură ce proprietarii de site-uri au observat importanța clasării în rezultatele motoarelor de căutare.
În 2000, Google a lansat algoritmul său, PageRank, care a schimbat modul în care site-urile erau clasate. Acesta se concentra pe calitatea și relevanța link-urilor care direcționau către un site. Acest deceniu a văzut, de asemenea, actualizări importante ale algoritmilor, cum ar fi Panda și Penguin, care au sancționat tehnicile de SEO de calitate slabă.
În perioada 2010-2020 au apărut numeroase schimbări în algoritmul Google, inclusiv axarea pe SEO mobil și importanța experienței utilizatorului.
SEO continuă să evolueze cu noile tehnologii, cum ar fi inteligența artificială și înțelegerea limbajului natural. Google și alte motoare de căutare acordă acum o atenție sporită autenticității, calității și utilității conținutului.

### Definiție
SEO este procesul prin care se îmbunătățește clasarea unui site web în rezultatele motoarelor de căutare pentru anumite cuvinte sau expresii cheie, pentru a atrage un trafic mai mare și de calitate. Practica SEO vizează atât optimizarea on-page (elementele de pe site), cât și cea off-page (activități în afara site-ului).

### Beneficii
Optimizarea pentru motoare de căutare poate aduce o serie de beneficii, printre care:
- Creșterea vizibilității online.
- Generarea unui trafic calitativ către site.
- Îmbunătățirea experienței utilizatorilor.
- Creșterea ratelor de conversie.

### Tehnici de bază
- Cuvinte cheie: Termenii sau expresiile introduse de utilizatori în motoarele de căutare. Acestea sunt esențiale pentru determinarea relevanței unui site față de o anumită căutare.
- Conținut de calitate: Furnizarea de informații valoroase, bine scrise și unice.
- Optimizare on-page: Îmbunătățirea titlurilor, meta descrierilor și vitezei de încărcare a paginii.
- Optimizare off-page: Activități cum ar fi obținerea de link-uri de la alte site-uri, promovarea pe social media sau colaborarea cu influenceri.

### Tendințe în 2023
- Creșterea importanței UX: Se pune accent pe Core Web Vitals, care măsoară viteza de încărcare, interactivitatea și stabilitatea vizuală a unui site.
- Utilizarea inteligenței artificiale: Google se bazează din ce în ce mai mult pe AI pentru a interpreta cererile de căutare.

### Tendințe în 2024
- Căutările vocale continuă să crească în popularitate, datorită asistenților virtuali precum Siri, Alexa și Google Assistant.
- Google pune un accent tot mai mare pe experiența utilizatorului, iar Core Web Vitals, un set de valori de performanță web, joacă un rol crucial în clasamentele SEO.
- Conținutul video devine din ce în ce mai important în strategia SEO.
- Căutările zero-click, unde utilizatorii găsesc răspunsuri direct pe pagina de rezultate a motorului de căutare fără a face clic pe un link, sunt în creștere.
- Algoritmii de inteligență artificială (AI) și machine learning devin tot mai sofisticați.
- Conceptul de E-A-T, promovat de Google, continuă să fie vital. Site-urile trebuie să demonstreze expertiză, autoritate și încredere în domeniul lor.
- Optimizarea pentru dispozitive mobile nu mai este o opțiune, ci o necesitate.
- SEO local continuă să fie important pentru afacerile care deservesc o comunitate locală.
- Căutările vizuale, unde utilizatorii folosesc imagini pentru a căuta informații, devin din ce în ce mai comune.
- Conținutul generat de utilizatori (UGC), cum ar fi recenziile, comentariile și postările pe rețelele sociale, joacă un rol tot mai important în SEO.